# Gobang
Gobang (von jap. 碁盤, goban „Go-Brett“) ist eine Brettspiel-Variante von Fünf in eine Reihe (gomoku (narabe)).

## Spielregeln
Gobang wird auf den 19 × 19 Schnittpunkten eines Go-Brettes gespielt. Ziel des Spieles ist es, eine gerade, ununterbrochene Reihe von fünf oder mehr Spielsteinen zu erhalten. Die Spieler setzen abwechselnd je einen Spielstein. Anders als bei Fünf in eine Reihe können einmal gesetzte Steine geschlagen werden: Wenn eine Reihe von genau zwei benachbarten Steinen an beiden Enden von gegnerischen Steinen eingeklemmt wird, dann sind die Steine dieser Reihe geschlagen und werden vom Brett genommen. Es ist möglich, eine Zweierreihe zwischen gegnerischen Steinen aufzubauen; diese Reihe gilt nicht als geschlagen.
Durch die Schlagregel wird das Spiel abwechslungsreicher und spannender als Fünf in eine Reihe.
Beim Turnierspiel wird in der Regel der Vorteil des Startspielers durch eine Zusatzregel ausgeglichen. Entweder muss der Startspieler seinen zweiten Stein in einer Mindestentfernung von seinem ersten Stein setzen. Oder man nutzt eine Tauschregel, die zum Beispiel festlegt, dass am Anfang ein Spieler zwei schwarze und einen weißen Stein aufs Brett setzt, wonach der andere Spieler eine Farbe wählt. Danach beginnt das eigentliche Spiel mit Weiß am Zug.

### Pente
Pente ist eine kommerzielle Variante von Gobang, bei der man auch dadurch gewinnen kann, dass man als erster 10 Steine geschlagen hat.
Im Jahr 2015 fand in Frankreich die erste dortige nationale Meisterschaft in Pente statt.